# Sonata para piano n.º 2 (Schumann)

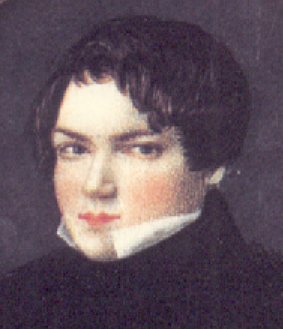
Robert Schumann en 1830.

La Sonata para piano n.º 2 en sol menor, Op. 22 fue compuesta por Robert Schumann entre 1830 y 1838. Conforme a Jensen estas sería las fechas de composición de la pieza, mientras que Daverio señala que fue iniciada a mediados de 1833.

## Historia
Esta fue la última obra a gran escala de Schumann en el género de la sonata, las otras que completó fueron la Sonata para piano n.º 1 en fa sostenido menor Op. 11 y la Sonata para piano n.º 3 en fa menor Op. 14. Más tarde compuso las Tres sonatas para la juventud Op. 118. Al ser publicada la sonata en sol menor antes que la sonata en fa menor, recibió un número de secuencia anterior, el número 2, pero mantuvo su número de opus posterior, Op. 22. Esta circunstancia ha causado en ocasiones confusión y hay grabaciones de la sonata en sol menor que se han publicado como "Sonata n.º 3".  Por otra parte, existe una sonata anterior en fa menor que Schumann abandonó y a veces se hace referencia a ella como "Sonata n.º 4". La denominada "Sonata n.º 3" es en realidad una reelaboración del Concert sans orchestre de 1836, que adquirió su identidad actual cuando Schumann revisó la obra anterior (incluida la restauración de un scherzo eliminado antes de su publicación) en 1853. Esta es la más racional de sus sonatas para piano; dentro de sus límites, muy manejables y claramente organizados, se encuentra parte de la música para teclado más característica del compositor.
Entre sus sonatas ésta ha sido interpretada y grabada con mucha frecuencia. Debido a la gran variedad y al elevado grado de virtuosismo que requiere, es muy apreciada tanto por el público como por los intérpretes. 

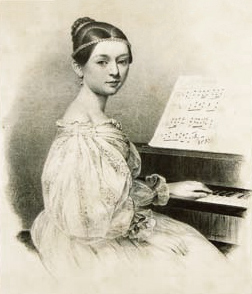
Clara Wieck en una litografía de 1835.

Durante las primeras semanas de su feliz matrimonio, los Schumann estudiaron juntos todo el primer libro de El clave bien temperado de Johann Sebastian Bach. Robert quería ampliar los conocimientos de Clara sobre el repertorio pianístico, que, bajo la tutela de su padre, había consistido principalmente en piezas virtuosas de exhibición. En 1841, sólo un año después de su matrimonio, escribió:

«Cuanto menos toco ahora en público, más odio todo el mundo mecánico de las piezas virtuosas... [me] repugnan.»

A veces, sin embargo, Robert seguía los consejos de su esposa, cuyo juicio como intérprete experimentada respetaba. Tal fue el caso que sucedió con esta sonata sobre la cual Clara se expresó de la siguiente manera en una carta que le escribió a Robert en 1838:

«Estoy enormemente emocionada con la idea de tu segunda sonata; me recuerda tantas horas felices así como dolorosas. Me encanta, como a ti. Todo tu ser está tan claramente expresado en ella, y además, no es demasiado oscura.

Sólo una cosa. ¿Quieres dejar el último movimiento como estaba antes? Mejor cambiarlo y hacerlo un poco más fácil porque es demasiado difícil. Yo lo entiendo y puedo tocarlo bien, pero la gente, el público, incluso los entendidos para los que uno escribe, no lo entienden. No te lo tomarás a mal, ¿verdad?»

Clara le animaba a revisar el último movimiento y a petición suya el finale original que tenía la indicación Presto passionato fue sustituido por un movimiento menos difícil ese mismo año. Los dos primeros movimientos fueron igualmente reelaborados en diversas ocasiones.

## Estructura y análisis
La sonata consta de cuatro movimientos:
- I. So rasch wie möglich, en sol menor 2
4
- II. Andantino. Getragen, en do mayor 6
8
- III. Scherzo. Sehr rasch und markiert, en sol menor 3
4
- IV. Rondo. Presto, en sol menor 2
4 – Prestissimo, quasi cadenza (en la versión original de 1835 era Presto passionato 6
16)

La interpretación de la obra dura aproximadamente entre 15 y 20 minutos. De sus tres sonatas para piano, esta es con diferencia, la más concisa. Es una obra de gran impacto y pasión, que combina la urgencia dramática con momentos de arrebatada ternura.

### I.So rasch wie möglich
El primer movimiento, que lleva la indicación So rasch wie möglich que quiere decir "Tan rápido como sea posible", está escrito en la tonalidad de sol menor y en compás de 2/4. El compositor no espera a captar nuestra atención: la reclama en el primer compás con un repentino acorde roto de sol menor. Se ha hablado mucho de las humorísticas indicaciones de tempo del primer movimiento. Plantea un reto al intérprete ya que de entrada se le pide que toque tan rápido como sea posible, para encontrar en la coda la indicación Schneller (más rápido) y, en los compases finales, Noch schneller (¡aún más rápido!). Por caprichosas que parezcan a primera vista, las intenciones musicales de Schumann son muy claras. El primer tema, que arranca sin introducción, es una idea que progresa implacablemente sobre una textura arpegiada percutida en la mano izquierda. Este tema es imitado en el bajo, utiliza la escala descendente parcial que se convirtió en el lema de Clara en muchas de sus obras para piano, un "grito del corazón" para ella cuando no podían estar juntos. Las síncopas impulsoras que se forjan en un pasaje de transición se transforman en un segundo tema más suave en relativo mayor. La pausa en la intensidad rítmica es breve; incluso antes de que comience el desarrollo, se restablecen las incesantes semicorcheas. Ambas ideas están presentes en el desarrollo y la recapitulación y, como es habitual en este compositor, no se alteran sustancialmente con respecto a su forma original. El movimiento concluye con una enérgica coda.

### II.Andantino. Getragen
El segundo movimiento, marcado como Andantino. Getragen que es "Solemne", está escrito en do mayor y en compás de 6/8. Se trata de una melodiosa forma ternaria ABA que constituye uno de los movimientos más cautivadores de Schumann. El hermoso movimiento lento era originalmente una canción que Robert había escrito cuando tenía dieciocho años titulada "Im Herbste". Sin embargo, la calma no dura mucho. Jensen describe el primer movimiento como "una preocupación por la estructura motívica".

### III.Scherzo. Sehr rasch und markiert
El tercer movimiento, que lleva la indicación Scherzo. Sehr rasch und markiert que significa "Muy rápido y marcado", está escrito en sol menor y en compás de 3/4. Es un Scherzo compacto que sorprende al oyente: 64 compases bastan para su presentación e, inusualmente, sólo ocho de ellos están marcados para la repetición. El ritmo ágil de la idea principal confiere a la pieza un toque muy ingenioso, mientras que la breve sección del trío recupera las suaves síncopas del segundo tema del primer movimiento. Con esta pieza llega el único toque de humor de la sonata, ya que en sus episodios en modo mayor se aprecia ciertamente un guiño en sus ojos.

### IV.Rondo. Presto – Prestissimo, quasi cadenza
El cuarto y último movimiento, Rondo. Presto – Prestissimo, quasi cadenza, retoma la tonalidad inicial y el compás es 2/4. Tanto Robert como Clara consideraron que el Finale original de la sonata resultaba desgarbado y técnicamente recalcitrante. Por esa razón en 1838 el compositor creó un nuevo movimiento de cierre perfeccionado, aunque algo "cuadriculado". Este nuevo final es una buena muestra de la forma híbrida sonata-rondó, que adopta el esquema básico "ABACA (etc.)" de un rondó y se organiza de tal forma que se corresponda con las tres secciones principales de una sonata-allegro. El carácter y la textura del tema del estribillo (A) recuerdan al primer movimiento, mientras que la delicadeza del tema secundario, marcado como Etwas langsamer (algo más lento), es sugerida por una serie de ritardandi internos. Se hace un amplio uso de octavas rotas para expresar su inquietud, y el lema de Clara aparece en el lírico segundo sujeto. La música alcanza un clímax febril y una pausa dramática sobre un acorde de séptima disminuida. Para concluir la obra de forma electrizante, el maestro añadió al cuerpo principal del movimiento un pasaje en prestissimo con la indicación Quasi cadenza. La cadencia que sigue se desarrolla como el viento, sin cesar ni una sola vez. Clara consiguió lo que quería.

## Discografía selecta
- 2005 – Piano Recital. Rafal Blechacz (Accord 136, Naxos).
- 2008 – Sviatoslav Richter: The Master Pianist [The Complete EMI Recordings]. Sviatoslav Richter (EMI Classics, Warner Classics 5099921741).
- 2011 – Schumann: Sonata n.º 2; Variaciones Abegg; Kinderszenen; Carnaval; Carnaval de Viena. Brigitte Engerer (Philips, Universal F480 368-1).
- 2016 – Schumann y la sonata, Vol. 2. Florian Uhlig (Hänssler Classic HC 16081).
- 2017 – Schumann: Fantasía en do mayor; Waldszenen; Sonata para piano n.º 2; Toccata. Ian Holtham (ABC Classics).